# 제45회 청룡영화상
제45회 청룡영화상은 2024년 11월 29일 서울특별시 영등포구 KBS홀에서 스포츠조선이 주최했다.
이제훈과 한지민이 처음으로 진행을 맡았으며 한국 표준시로 20:30~22:50까지 KBS 2TV를 통해 중계되었다.

## 후보와 수상자 목록
| 최우수작품상 - 《서울의 봄》– 하이브미디어코프 - 《베테랑 2》 – 외유내강 - 《파묘》 – 쇼박스 - 《패스트 라이브즈》 - 《핸섬 가이즈》                                                                         | 감독상 - 장재현 – 《파묘》 - 김성수 – 《서울의 봄》 - 김태용 – 《원더랜드》 - 류승완– 《베테랑 2》 - 이종필 – 《탈주》                                                                             |
| 남우주연상 - 황정민 - 《서울의 봄》에서 전두광 (전두환) 역 - 이성민 - 《핸섬가이즈》에서 강재필 역 - 정우성 - 《서울의 봄》에서 이태신 역 - 최민식 – 《파묘》에서 김상덕 역 - 이제훈 –《탈주》에서 임규남 역 | 여우주연상 - 김고은 – 《파묘》에서 화림 역 - 고아성 - 《한국이 싫어서》에서 계나역 - 라미란 - 《시민덕희》에서 김덕희 역 - 전도연 - 《리볼버》에서 하수영 역 - 탕웨이 - 《원더랜드》에서 바이리 역 |
| 남우조연상 - 정해인 - 《베테랑 2》에서 박선우 역 - 구교환 - 《탈주》에서 리현상 역 - 유해진 – 《파묘》에서 고영근 역 - 이희준 – 《핸섬 가이즈》에서 상구 역 - 박해준 – 《서울의 봄》에서 노태건 역           | 여우조연상 - 이상희 – 《로기완》에서 선주 역 - 공승연 – 《핸섬 가이즈》에서 김미나 역 - 염혜란 – 《시민덕희》에서 봉림 역 - 임지연 – 《리볼버》에서 정윤선 역 - 한선화 – 《파일럿》에서 한정미 역  |
| 각본상 - 《너와 나》 - 정미영과 조현철 - 《서울의 봄》 – 홍인표. 홍원찬, 이영종, 김성수 - 《파묘》 – 장재현 - 《패스트 라이브즈》 – 셀린 송 - 《핸섬 가이즈》 - 남동협                                       | 편집상 - 《서울의 봄》 – 김상범 - 《베테랑 2》 – 배연태 - 《탈주》 – 이강희 - 《파묘》 – 정병진 - 《핸섬 가이즈》 – 김선민                                                                         |
| 미술상 - 《파묘》 – 서성경 - 《리볼버》 – 박일현 - 《서울의 봄》 – 장근영, 은희상 - 《탈주》 – 배정윤 - 《원더랜드》 – 서성경                                                                                | 음악상 - 《대도시의 사랑법》 – 프라이머리 - 《베테랑 2》 – 장기하 - 《빅토리》 – 김동욱 - 《탈주》 – 달파란 - 《파묘》 – 김태성                                                                    |
| 기술상 - 《베테랑 2》 – 유상섭, 장한승 - 《리볼버》 – 조상경 (의상) - 《서울의 봄》 – 정도안 (특수효과) - 《원더랜드》 – 박병주 (VFX) - 《파묘》 – 이은주 (분장)                                             | 신인감독상 - 《너와 나》 – 조현철 - 《패스트 라이브즈》 – 셀린 송 - 《그녀가 죽었다》 - 김세휘 - 《장손》 - 오정민 - 《핸섬 가이즈》 - 남동협                                                      |